# Anton von Puchner

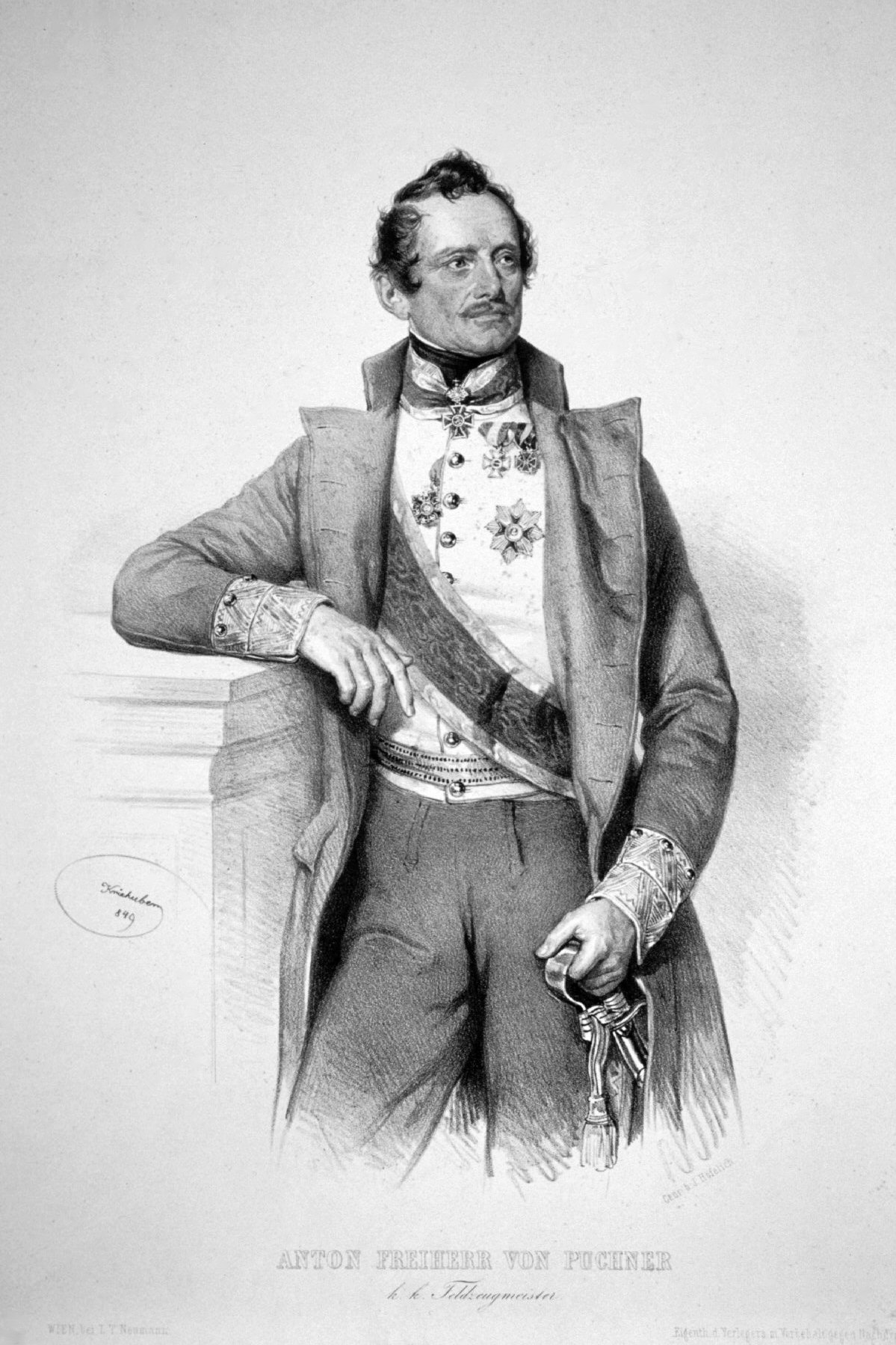
Baron Anton von Puchner

Baron Anton von Puchner (Selmecbánya, 11 november 1779 - Wenen, 28 december 1852) was een generaal in het Oostenrijkse leger.

## Biografie
Na zijn opleiding in zijn geboortestad, ging hij in 1799 naar Wenen, waar hij toetrad tot de koninklijk Hongaarse garde. Vanaf 1801 diende hij in het 5e chevau-légerregiment. Gedurende de Coalitieoorlogen van 1805 tot 1813 onderscheidde hij zich meermaals en behaalde hij het ridderkruis in de Militaire Orde van Maria Theresia. In 1814 werd hij tot majoor, in 1824 tot kolonel en in 1832 tot generaal-majoor bevorderd. In 1834 werd hij bevelhebber van de Oostenrijkse troepen in de Kerkelijke Staat. Na deze ook op diplomatisch vlak heikele missie volgde zijn benoeming tot veldmaarschalk-luitenant en trad hij toe tot de Hofkrijgsraad in Wenen.
In 1840 werd hij vervolgens tot gouverneur van Zevenburgen benoemd. Tijdens de Hongaarse Revolutie van 1848 behaalde Puchner als opperbevelhebber van de Oostenrijkse troepen in Transsylvanië weliswaar verschillende successen tegen generaal Józef Bem, toch viel zo goed als heel Transsylvanië in de handen van de opstandige Hongaren. Puchner, die met zijn gezondheid sukkelde, droeg de leiding van de krijgsverrichtingen uiteindelijk over aan veldmaarschalk Malkowsky. Hij ontving daarna het commandeurskruis in de Orde van Maria Theresia en werd tot gouverneur van Venetië benoemd. Hij stierf ten gevolge van twee beroertes in Wenen in 1852.
- Gemeinsame Normdatei: 139238816
- International Standard Name Identifier: 0000 0000 7104 6760
- Nationale Bibliotheek van Tsjechië: mzk2005299222
- Virtual International Authority File: 84633895
- WorldCat: E39PBJmPbcJ9mY844RXTWQ4cyd